# St. Helena (Neumarkt in der Oberpfalz)

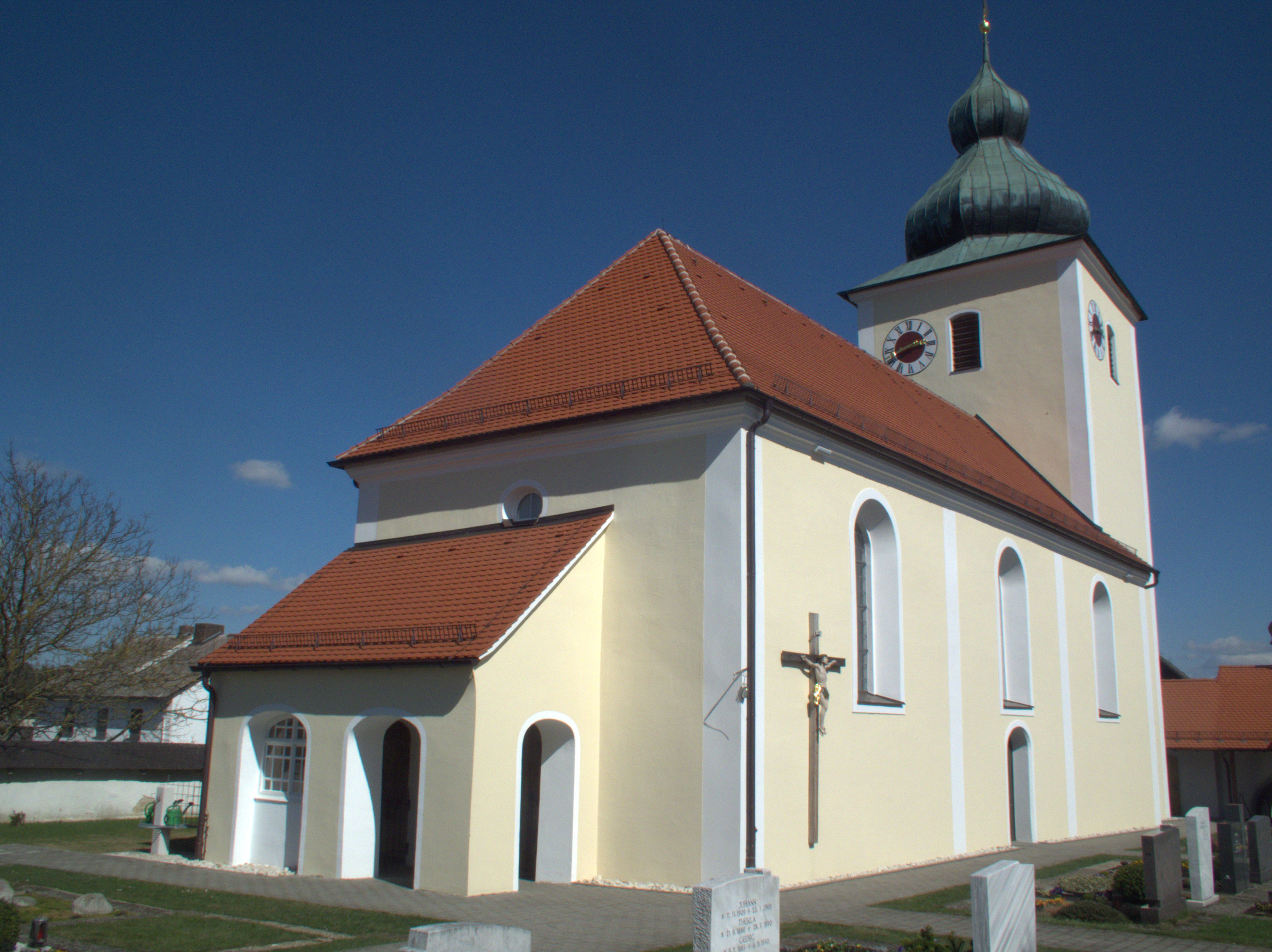
Filialkirche St. Helena (2011)

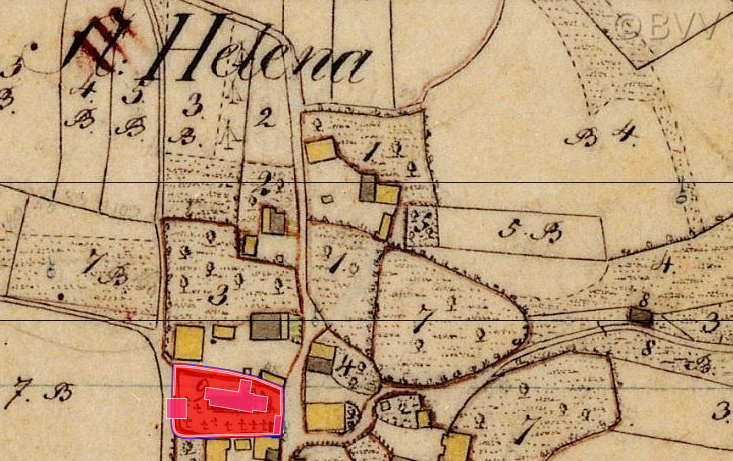
Lageplan der Filialkirche St. Helena (Neumarkt in der Oberpfalz) auf dem Urkataster von Bayern

Die römisch-katholische Filialkirche St. Helena, auch als Wehrkirche Helena bezeichnet, befindet sich in Helena, einem Gemeindeteil der Stadt Neumarkt in der Oberpfalz im Oberpfälzer Landkreis Neumarkt in der Oberpfalz von Bayern. Sie ist unter der Aktennummer D-3-73-147-65 als Baudenkmal verzeichnet. „Archäologische Befunde des Mittelalters und der frühen Neuzeit im Bereich der Kath. Filialkirche St. Helena in Helena, darunter die Spuren von Vorgängerbauten bzw. älterer Bauphasen“ werden zudem als Bodendenkmal unter der Aktennummer D-3-6735-0162 geführt. Die Filialkirche St. Helena liegt im Dekanat Neumarkt in der Oberpfalz und gehört zur Pfarrei St. Johannes (Neumarkt) im Bistum Eichstätt. Das Patrozinium findet am 18. August statt.

## Geschichte
Die gotische Kirche stammt aus dem 15. Jahrhundert. Sie wurde im 18. Jahrhundert barockisiert und das Kirchenschiff nach Westen verlängert.
Ihr Einzugsgebiet umfasst auch die Ortschaften Höhenberg, Lähr und Voggenthal.

## Baulichkeit

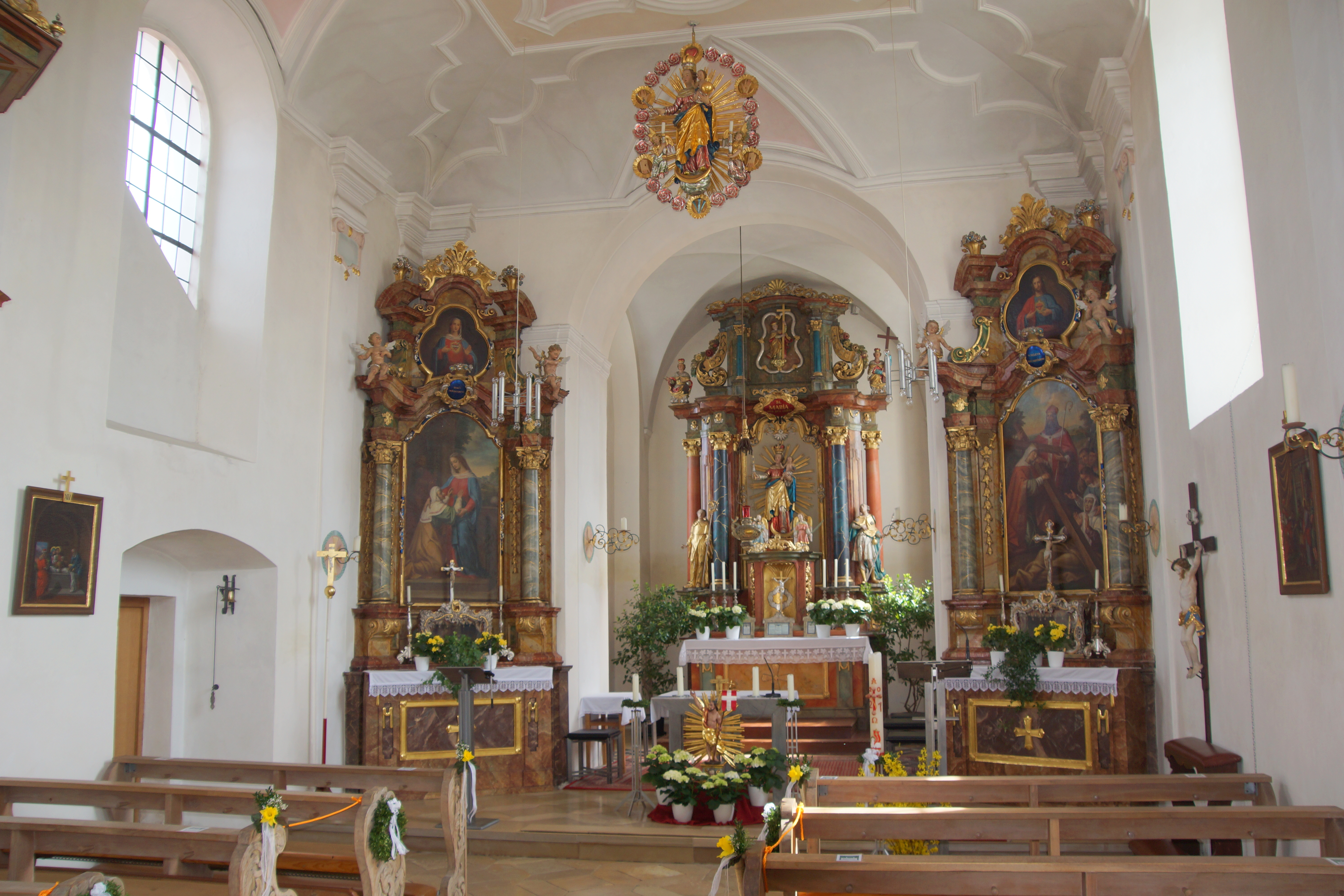
Blick in den Altarraum der Kirche St. Helena

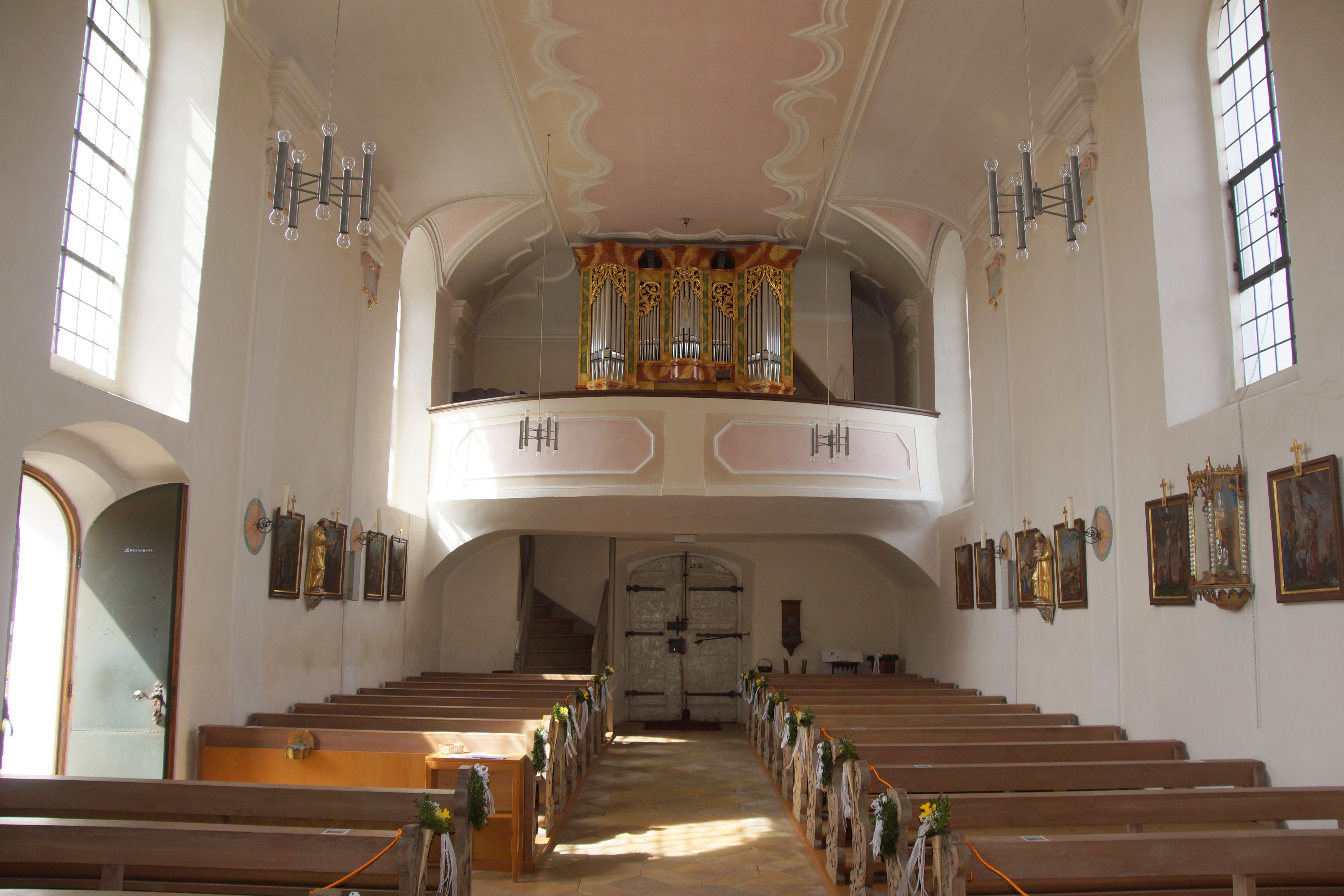
Orgelempore der Kirche St. Helena

Es ist eine Saalkirche mit einem quadratischen Chorturm im Osten. Sie ist mit einem Walm- und der Turm mit einem Haubendach eingedeckt. Das Langhaus besteht aus fünf Jochen mit kleinen Stichkappen. Der Chor ist mit einem Kreuzgewölbe ausgestattet. Zwischen den Fenstern des Langhauses befinden sich schwach ausgeprägte Pilaster. Eine Sakristei befindet sich nördlich des Langhauses.
Zu der Anlage gehört die ehemalige Friedhofbefestigung. Von dieser bestehen noch Mauerreste und ein spitzbogiger Torbau im Osten, über dem Tor sind Reste eines Wehrgangs mit rechteckigen Schießluken zu sehen; diese stammen vom Anfang des 16. Jahrhunderts. Das westliche Torhaus ist ein Walmdachbau mit einem offenen Dachstuhl aus dem 16./17. Jahrhundert.

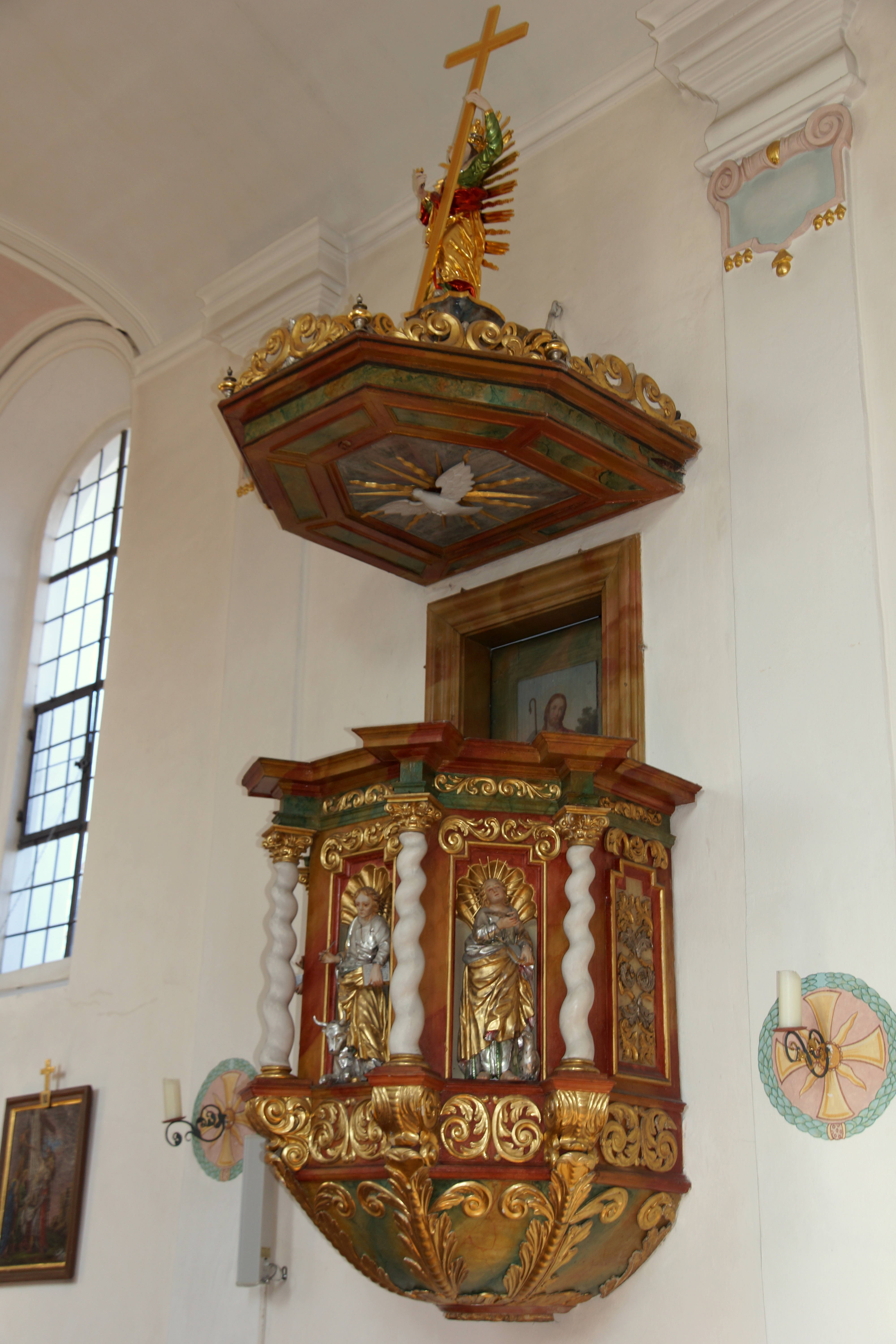
Kanzel von St. Helena

## Innenausstattung
Der barocke Hauptaltar besitzt vier Säulen. Er stellt eine hölzerne Marienfigur im Strahlenkranz mit dem Jesuskind (um 1730) dar. Die Seitenaltäre sind jeweils mit zwei Säulen ausgestattet. Der rechte ist St. Helena geweiht und stellt die Kreuzauffindung durch die hl. Helena und den hl. Augustinus dar. Der linke stellt die Szene Mariä Heimsuchung aus dem Leben von Maria dar. Im Chorbogen ist eine Strahlenkranzmadonna angebracht.
Die Kanzel (um 1700) zeigt am Korpus zwischen gedrehten Säulen in Muschelnischen Darstellungen der vier Evangelisten.